# Хендрик, Аманда
Ама́нда Хе́ндрик (англ. Amanda Hendrick; род. 10 февраля 1990, Эрдри, Норт-Ланаркшир, Шотландия) — шотландская модель.

## Биография
Аманда Хендрик родилась и выросла в Эрдри, Шотландия. Она училась в академии в Эрдри и окончила среднюю школу в 2006 году, так как начала карьеру модели.
Когда ей было 14, она приняла участие в конкурсе моделей среди подростков по версии журнала Elle. Призом был контракт с агентством «Storm Agency». Аманда заняла второе место в конкурсе, но ей предложили контракт. Тем не менее, она отложила свою модельную карьеру, чтобы сосредоточиться на учёбе в школе.
Через год она была замечена на Центральной станции фотографом, который подошёл к ней. Через несколько недель она начала карьеру модели в компании «Original Shoe Company» и подписалась на работу в группе моделей.
Аманда стала одной из самых востребованных и успешных топ-моделей в Шотландии. Она работала для Dior и принимала участие в дефиле в Милане и Японии. В настоящее время она работает в «Diva Models», «The Look and Colours Agency», «Elite Milan», «Select Model Management» и «Woman Modelling Agency». Снималась для журналов Harper's Bazaar, Vogue.

## Личная жизнь
С октября 2008 года до конца 2011 года Аманда встречалась с вокалистом группы «Bring Me the Horizon» Оливером Сайксом. Они встретились в Барфлай, Глазго в октябре 2008 года. В это время она была лицом его компании по производству одежды «Drop Dead». В апреле 2012 Аманда заявила, что они с Оливером Сайксом снова вместе. Однако в октябре 2012 пара разошлась вторично. Замужем за вокалистом группы Deez Nuts Джозефом Петерсом, 28 марта 2019 года родила от него дочь Мишу Хендрик Петерс.